# Wulipu (köpinghuvudort i Kina, Hubei Sheng, lat 30,74, long 112,20)
Wulipu är en köpinghuvudort i Kina. Den ligger i provinsen Hubei, i den centrala delen av landet, omkring 200 kilometer väster om provinshuvudstaden Wuhan. Antalet invånare är 43 825. Befolkningen består av 21 393 kvinnor och 22 432 män. Barn under 15 år utgör 9,0 %, vuxna 15-64 år 80 %, och äldre över 65 år 9,0 %.
Runt Wulipu är det tätbefolkat, med 266 invånare per kvadratkilometer. Närmaste större samhälle är Zengji, 16,2 km öster om Wulipu. Trakten runt Wulipu består till största delen av jordbruksmark.
Genomsnittlig årsnederbörd är 1 107 millimeter. Den regnigaste månaden är maj, med i genomsnitt 159 mm nederbörd, och den torraste är december, med 14 mm nederbörd.